# Torry Holt
Torrance Jabar „Torry“ Holt (* 5. Juni 1976 in Gibsonville, North Carolina) ist ein ehemaliger US-amerikanischer American-Football-Spieler auf der Position des Wide Receivers. Er spielte hauptsächlich für die St. Louis Rams in der National Football League (NFL). Er stellte mehrere NFL-Rekorde auf, unter anderem fing er sechs Jahre in Folge Pässe für mindestens 1.300 Yards. Er wurde in das National Football League 2000s All-Decade Team berufen und sieben Mal in den Pro Bowl gewählt.

## Karriere

### NFL

#### St. Louis Rams
Nachdem Holt College Football für die North Carolina State University gespielt hatte, wurde er 1999 von den St. Louis Rams, in der ersten Runde als 6. Spieler, im NFL Draft ausgewählt. Die nächsten neun Jahre spielte er dort und bildete zusammen mit Kurt Warner, Marshall Faulk und Isaac Bruce die Offense, die als Greatest Show on Turf bekannt wurde. In seiner ersten Saison gewann Holt mit den Rams bereits den Super Bowl. Dort stellte er einen Rookie-Rekord für gefangene Bälle und Yards auf. In seinem zweiten Jahr führte er die gesamte NFL in Receiving Yards an mit 1635. Er wurde nach der Saison zum ersten Mal in den Pro Bowl berufen. Im nächsten Jahr schaffte Holt es erneut mit den Rams in den Super Bowl XXXVI, dort unterlagen sie aber als Favorit den New England Patriots mit 17:21. Holt wurde erneut in den Pro Bowl gewählt. Die Saison 2003 war Holts statistisch erfolgreichste Saison. Er führte die NFL sowohl in Receiving Yards mit 1697 an, als auch mit Receptions mit 117. Torry Holt schaffte es erstmals in das All-Pro Team der NFL. In den nächsten vier Jahren wurde Holt in jedem Jahr in den Pro Bowl berufen und schaffte mindestens 90 Catches und 1,300 Yards zu verbuchen.

#### Jacksonville Jaguars
Am 20. April 2009 unterschrieb Torry Holt einen mit 20 Millionen US-Dollar dotierten Dreijahresvertrag bei den Jacksonville Jaguars. Er konnte insgesamt 51 Pässe fangen, blieb jedoch zum ersten Mal in seiner Karriere ohne einen Touchdown in einer Saison. Am 11. Februar 2010 wurde er aus seinem Vertrag entlassen.

#### New England Patriots
Am 20. April 2010 haben die New England Patriots Torry Holt unter Vertrag genommen. Er bekam einen Einjahresvertrag, der mit bis zu 1,7 Millionen US-Dollar dotiert war. Auf Grund einer Knieverletzung, die ihn wohl die gesamte Saison außer Gefecht gesetzt hätte, wurde er jedoch am 17. August, noch vor Beginn der Saison 2010, entlassen.

#### Karriereende
Holt beendet seine Karriere als Mitglied der St. Louis Rams mit einem Eintagesvertrag am 4. April 2012. Zu diesem Zeitpunkt war er Zehnter in der Geschichte der NFL mit gefangenen Pässen für 13.382 Yards und 13. mit 920 gefangenen Pässen.

### Spielweise
Holt bestach am Anfang seiner Karriere durch seine Schnelligkeit, den sogenannten „Deep Speed“. Vor allem bei tiefen Passrouten konnte er seine Gegenspieler überlaufen und hat auch viel Raumgewinn nach dem Catch („Yards after Catch“) gemacht. Bekannt wurde Holt im Laufe seiner Karriere aber durch seine genauen Passrouten. Tiefe Routen nach innen (Dig Route, Deep In) und außen (Deep Out, Comeback, Post Corner) gehörten zu seinen Spezialitäten, da er in der Lage war, sowohl aus den sogenannten „Cuts“ (Richtungswechsel im Lauf) seine Höchstgeschwindigkeit beizubehalten, als auch mit „double moves“ (Körpertäuschungen) seine Gegenspieler zu verlieren. Markenzeichen war seine enorme Fangsicherheit. Er galt zu seiner aktiven Zeit als bester Fänger der Liga. Holt selber sagte in einem Interview, dass er bei jedem Trainingstag über 200 Bälle aus verschiedenen Positionen von einer „Jug-Machine“ (Eine mit Strom betriebene Ballwurfanlage) fängt, ohne einen dabei fallen zu lassen. Kein Spieler in der NFL Geschichte hat in einer Dekade (2000–2009) mehr Bälle gefangen als Holt.
Er galt als ein sehr fairer Spieler, der mehrfach von seinen Teamkollegen der St. Louis Rams als Rams MVP gewählt wurde.

### NFL-Rekorde
- Sechs Jahre in Folge mit 1300 Yards durch gefangene Pässe
- Sechs Jahre in Folge mit 90+ gefangenen Pässen
- Zwei Jahre mit über 1600 Yards (zusammen mit Marvin Harrison und Calvin Johnson)
- Höchster Durchschnitt an Raumgewinn bei gefangenen Bällen in einem Spiel mit 63,00, 24. September 2000
- Nummer 1 der NFL von 2000 bis 2008 mit 817 Receptions für 11.872 Yards und 562 First Downs
- Erreichte 10.000 (116 Spiele) and 11.000 (130 Spiele) Yards im Passspiel schneller als jeder andere NFL-Spieler
- Super Bowl Rookie-Rekord für gefangene Pässe (7) und Yards (109) 1999
- Top 10 Yards im Passspiel (Karriere)
- Gefangene Pässe in einem Jahrzehnt (868, 2000–2009)
- Yards im Passspiel in einem Jahrzehnt (12.594, 2000–2009)